# Frank Fredericks
Frank Fredericks, detto Frankie (Windhoek, 2 ottobre 1967), è un ex velocista e dirigente sportivo namibiano, campione mondiale dei 200 metri piani a Stoccarda 1993.
Primo atleta della sua nazione a conquistare una medaglia olimpica, ha vinto in carriera quattro medaglie d'argento olimpiche in due edizioni consecutive dei Giochi (Barcellona 1992 e Atlanta 1996), nonché quattro medaglie mondiali (un oro e tre argenti) in quattro edizioni consecutive dal 1991 al 1997.
Ѐ inoltre l'attuale primatista mondiale dei 200 metri piani indoor con il tempo di 19"92, stabilito il 18 febbraio 1996 a Liévin, specialità in cui è stato campione mondiale indoor a Maebashi 1999.

## Biografia
Frankie Fredericks ottenne una borsa di studio alla Brigham Young University negli Stati Uniti nel 1987. Nel 1991, quando la Namibia si rese indipendente dal Sudafrica, Frankie poté cominciare a partecipare alle competizioni internazionali. Ai Mondiali di atletica di quello stesso anno, Fredericks vinse la medaglia d'argento nei 200 metri piani dietro Michael Johnson. Concluse inoltre la gara dei 100 metri al quinto posto.
L'anno seguente, ai Giochi olimpici di Barcellona del 1992, Fredericks divenne il primo atleta namibiano a vincere una medaglia olimpica, conquistando l'argento sia nei 100 m che nei 200 m piani. Nel 1993 fu il primo campione mondiale della sua nazione vincendo la gara dei 200 m piani ai Mondiali di Stoccarda.
Nei Giochi del Commonwealth del 1994 vinse la medaglia d'oro nei 200 m piani e la medaglia di bronzo nei 100 m piani.
Durante la competizione dei 100 m ai Campionati del mondo del 1995, subito dopo aver tagliato il traguardo, Fredericks soccorse immediatamente l'amico e rivale Linford Christie, che era incappato in un grave guaio muscolare. Questo gesto tra l'altro gli fece guadagnare molte simpatie, specialmente tra il pubblico britannico.
In occasione dei Giochi olimpici di Atlanta del 1996, Fredericks era considerato fra i pretendenti al titolo sia nei 100 che nei 200 metri. Raggiunse facilmente le finali, per giungere però ancora una volta secondo in entrambe le competizioni: nei 100 metri venne battuto da Donovan Bailey e nei 200 metri da Michael Johnson, entrambi autori dei nuovi record mondiale delle rispettive discipline. Nella finale dei 200 metri Fredericks fece comunque segnare la sua migliore prestazione personale (non più migliorata), con 19"68.
Fredericks fu ancora medaglia d'argento ai Giochi del Commonwealth del 1998 a Kuala Lumpur, in Malaysia, dove nei 100 metri venne battuto da Ato Boldon.
Per una serie di infortuni fu costretto a saltare le edizioni dei Campionati del mondo del 1999 e del 2001 e i Giochi olimpici di Sidney del 2000, tornando alle gare nel 2002. Ai Giochi olimpici di Atene del 2004 prese parte alla sua terza Olimpiade, raggiungendo il quarto posto nella finale dei 200 m piani.
Fredericks si ritirò verso la fine del 2004, lasciando il suo nome negli annali dell'atletica leggera di alto livello come uno degli sprinter più famosi degli ultimi decenni. È infatti il quarto atleta di sempre ad aver corso per più volte i 100 metri piani sotto i 10 secondi (ben 27 volte), dietro ad Ato Boldon con 28, Maurice Greene con 53 ed Asafa Powell con 84.
Fredericks è membro del CIO e del consiglio della IAAF.

## Record nazionali

### Seniores
- 50 metri piani indoor: 5"71 ( Grenoble, 29 gennaio 1995)
- 60 metri piani indoor: 6"51 ( Toronto, 12 marzo 1993)
- 100 metri piani: 9"86 ( Losanna, 3 luglio 1996)
- 200 metri piani: 19"68 ( Atlanta, 1º agosto 1996)
- 200 metri piani indoor: 19"92 ( Liévin, 18 febbraio 1996)

## Palmarès
| Anno | Manifestazione          | Sede         | Evento      | Risultato        | Prestazione | Note                  |
| ---- | ----------------------- | ------------ | ----------- | ---------------- | ----------- | --------------------- |
| 1991 | Mondiali                | Tokyo        | 100 m piani | 5º               | 9"95        |                       |
| 1991 | Mondiali                | Tokyo        | 200 m piani | Argento          | 20"34       |                       |
| 1991 | Giochi panafricani      | Il Cairo     | 100 m piani | Oro              | 10"18       |                       |
| 1991 | Giochi panafricani      | Il Cairo     | 200 m piani | Oro              | 20"28       |                       |
| 1992 | Giochi olimpici         | Barcellona   | 100 m piani | Argento          | 10"02       |                       |
| 1992 | Giochi olimpici         | Barcellona   | 200 m piani | Argento          | 20"13       |                       |
| 1993 | Mondiali indoor         | Toronto      | 60 m piani  | Argento          | 6"51        | Record nazionale      |
| 1993 | Mondiali indoor         | Toronto      | 200 m piani | Semifinale       | dns         |                       |
| 1993 | Mondiali                | Stoccarda    | 100 m piani | 6º               | 10"03       |                       |
| 1993 | Mondiali                | Stoccarda    | 200 m piani | Oro              | 19"85       | Record africano       |
| 1994 | Giochi del Commonwealth | Victoria     | 100 m piani | Bronzo           | 10"06       |                       |
| 1994 | Giochi del Commonwealth | Victoria     | 200 m piani | Oro              | 19"97       | Record dei campionati |
| 1995 | Mondiali                | Göteborg     | 100 m piani | 4º               | 10"07       |                       |
| 1995 | Mondiali                | Göteborg     | 200 m piani | Argento          | 20"12       |                       |
| 1996 | Giochi olimpici         | Atlanta      | 100 m piani | Argento          | 9"89        |                       |
| 1996 | Giochi olimpici         | Atlanta      | 200 m piani | Argento          | 19"68       | Record africano       |
| 1997 | Mondiali                | Atene        | 100 m piani | 4º               | 9"95        |                       |
| 1997 | Mondiali                | Atene        | 200 m piani | Argento          | 20"23       |                       |
| 1998 | Campionati africani     | Dakar        | 100 m piani | Argento          | 9"97        |                       |
| 1998 | Campionati africani     | Dakar        | 200 m piani | Oro              | 19"99       | Record dei campionati |
| 1998 | Giochi del Commonwealth | Kuala Lumpur | 100 m piani | Argento          | 9"96        |                       |
| 1999 | Mondiali indoor         | Maebashi     | 200 m piani | Oro              | 20"10       | Record dei campionati |
| 1999 | Mondiali                | Siviglia     | 100 m piani | Semifinale       | dns         |                       |
| 1999 | Mondiali                | Siviglia     | 200 m piani | Finale           | dns         |                       |
| 1999 | Giochi panafricani      | Johannesburg | 100 m piani | Bronzo           | 10"10       |                       |
| 2002 | Giochi del Commonwealth | Manchester   | 200 m piani | Oro              | 20"06       |                       |
| 2002 | Campionati africani     | Tunisi       | 100 m piani | Oro              | 9"93        |                       |
| 2002 | Campionati africani     | Tunisi       | 200 m piani | Oro              | 20"10       |                       |
| 2003 | Mondiali                | Saint-Denis  | 200 m piani | 7º               | 20"47       |                       |
| 2003 | Giochi panafricani      | Abuja        | 200 m piani | Argento          | 20"43       |                       |
| 2004 | Mondiali indoor         | Budapest     | 200 m piani | Semifinale       | dns         |                       |
| 2004 | Giochi olimpici         | Atene        | 100 m piani | Quarti di finale | 10"17       |                       |
| 2004 | Giochi olimpici         | Atene        | 200 m piani | 4º               | 20"14       |                       |

## Altre competizioni internazionali
1993
- Oro alla Grand Prix Final ( Londra), 200 m piani - 20"34

1994
- 4º alla Grand Prix Final ( Parigi), 100 m piani - 10"21
- Argento in Coppa del mondo ( Londra), 200 m piani - 20"55

1995
- Argento alla Grand Prix Final ( Monaco), 200 m piani - 20"21

1997
- Oro alla Grand Prix Final ( Fukuoka), 200 m piani - 19"81

1998
- Oro alla Grand Prix Final ( Mosca), 100 m piani - 10"11
- Oro in Coppa del mondo ( Johannesburg), 200 m piani - 19"97

1999
- 5º alla Grand Prix Final ( Monaco di Baviera), 200 m piani - 20"26

2002
- Argento in Coppa del mondo ( Madrid), 200 m piani - 20"20

2004
- Argento alla World Athletics Final ( Monaco), 200 m piani - 20"31